# Миндельское оледенение
Миндельское оледенение (нем. Mindel-Kaltzeit, также нем. Mindel-Glazial) — одно из самых крупных оледенений в Альпах в четвертичном периоде. Термин придумали в 1909 году Альбрехт Пенк и Эдуард Брикнер, которые назвали его в честь швабской реки Миндель. Миндельское оледенение произошло в среднем плейстоцене; ему предшествовало гюнцкое оледенение и сменило рисское оледенение (Гольштейнское межледниковье).
Миндельское оледенение обычно соотносят с Эльстерским оледенением Северной Европы. Более точное определение времени является спорным, поскольку Миндель принято соотносить с двумя различными морскими изотопными этапами, MIS 12 (478—424 тыс. лет назад) и MIS 10 (374—337 тыс. лет назад). Эта неоднозначность во многом связана с проблемой корреляции. Следы Миндельского оледенения сохранились в районе ледника Иллерглетшер, который оставил после себя моренную стену.